# Arco de Augusto de Rímini
El Arco de Augusto de Rímini es un arco triunfal consagrado al emperador Augusto por parte del Senado romano en el año 27 a. C. Es el arco romano más antiguo conservado. Señalaba el final de la Vía Flaminia, que comunicaba la ciudad de Rímini con Roma. Junto con el puente de Tiberio, es uno de los símbolos de la ciudad.

## Historia
Construido en honor a Octavio Augusto, permaneció ileso durante los bombardeos que cayeron sobre Rímini durante la Segunda Guerra Mundial. En septiembre de 1944 un mariscal alemán quiso derribarlo para bloquear el avance aliado, ese mismo año las tropas sudafricanas también quisieron derribarlo para permitir el paso de sus vehículos, pero no se llevó a cabo ninguna operación y hoy el arco aparece aislado en tras la demolición de los edificios adyacentes, realizada en la década de 1930.

## Descripción
Entre las decoraciones presentes, hay cuatro clípeos que representan, dos a cada lado, otras tantas divinidades: Júpiter y Apolo mirando hacia Roma y la Vía Flaminia, Neptuno y la diosa Roma mirando hacia la ciudad. Hoy el arco está rematado por ladrillos y almenas de época medieval y renacentista que han modificado las formas originales. En la antigüedad, de hecho, estaba coronado por un ático con la estatua del emperador a caballo (o en cuadriga) y formaba parte de la muralla más antigua de la ciudad, de la que, a sus lados, se ven restos.